# Margaret Turnbull
Pour les articles homonymes, voir Turnbull.
Margaret Carol Turnbull est une astronome américaine. C'est une autorité reconnue pour les Habstars, c'est-à-dire les jumeaux solaires et l'habitabilité planétaire.

## Biographie
Elle a obtenu son doctorat (Ph.D.) en physique (astronomie) à l'université de l'Arizona en 2004. 
En 2002, Turnbull a développé HabCat avec Jill Tarter , un catalogue de systèmes solaires potentiellement habitables. L'année suivante, Turnbull a été plus loin en identifiant 30 étoiles particulièrement propices parmi les 5000 de la liste HabCat, étoiles se trouvant dans un rayon de 100 années-lumière de la Terre.
En 2006, Turnbull a dressé deux courtes listes de seulement 5 étoiles chacune. La première va former la base des recherches radio du SETI avec le télescope Allen Telescope Array (Beta Canum Venaticorum, HD 10307, HD 211415, 18 Scorpii, et 51 Pegasi). La seconde reprend ses meilleures candidates pour le projet Terrestrial Planet Finder (Epsilon Indi, Epsilon Eridani, 40 Eridani, Alpha Centauri B, et Tau Ceti).
En 2007, CNN a qualifié Turnbull de « Génie », pour son catalogue d'étoiles les plus susceptibles de posséder des planètes qui pourraient supporter la vie et des civilisations intelligentes.

## Hommage
L'astéroïde (7863) Turnbull a été nommé en son honneur.